# Tenekàievo
Tenekàievo (en rus: Тенекаево) és un poble de l'óblast de Nijni Nóvgorod, a Rússia, segons el cens del 2010 tenia 335 habitants, és la seu administrativa del districte homònim.